# 許贊元
許贊元（1890年—1955年），字叔壬，清治台灣臺南府安平（今台灣台南市安平區）人，祖籍廣東揭陽，寄籍福建漳州府龍溪縣，為台南士紳許南英之子。曾參與黃花崗之役。

## 生平
許贊元是許南英的次子，許地山之兄，在台南出生。乙未戰爭結束後，台灣正式成為日本領土。1896年，許贊元6歲時，其父許南英舉家內渡龍溪（今龍海市）。許贊元之後進入廣東陸軍小學就讀。
1911年參加黄花崗起義，失利，遭到清朝軍隊逮捕。因其父與清軍副將素有交情，許贊元被私下釋放，成為少數生還的革命黨人之一。
中華民國成立後，許贊元曾加入國民革命軍，之後成為漳碼公安局督察長、龍溪第一區區長等。1955年在龍溪過世。